# Agènor (fill d'Antènor)
Segons la mitologia grega, Agènor (en grec antic Άγήνωρ) va ser un heroi que ajudà en la defensa de la ciutat durant la mítica Guerra de Troia.
Agènor era un príncep traci que vivia a Troia amb els seus pares, el noble dardani Antènor i la sacerdotessa Teano, ambdós reis de Tràcia. Pertanyia a una família molt nombrosa, ja que els seus pares van tenir una dotzena de fills.
Agènor fou el primer a matar algú a la Guerra de Troia, ja que va lluitar davant de la porta de la ciutat amb el grec Elefènor i va acabar amb la seva vida. Posteriorment, en l'ofensiva troiana que va ocupar el campament grec per intentar cremar-los els vaixells, va salvar la vida al príncep Helen quan el va ajudar a curar-se una ferida de guerra.
Al Llibre XXI de la Ilíada, quan Aquil·les dirigia l'exèrcit grec, Agènor fou el primer a plantar-li cara, ja que pensava que l'heroi grec era un mortal més i sentia vergonya de tenir-li por. Li va llençar la seva llança, però Aquil·les la va aturar amb el seu escut diví. Aleshores, el grec va abalançar-se sobre Agènor, però en aquell instant el déu Apol·lo va fer aparèixer una espessa boira i va adoptar la forma d'Agènor per despistar Aquil·les. D'aquesta manera fou com l'exèrcit troià escapà dels grecs i es pogué refugiar darrere les muralles de Troia.
Agènor no va sobreviure a la guerra; va ser assassinat pel fill d'Aquil·les, Neoptòlem, durant l'assalt a Troia la nit en què el Cavall de Troia va entrar a la ciutat.